# Stadsveld
Stadsveld is een woonwijk in het Stadsdeel West van de Nederlandse stad Enschede. Daar waar de wijk vroeger de westelijke grens vormde van de stad, zijn er in de jaren 90 diverse wijken aan vast gebouwd.

## Grenzen
De wijk wordt aan de zuidkant begrensd door de Haaksbergerstraat die van het centrum van Enschede loopt door Usselo richting Haaksbergen. Aan de noordzijde vormt de Bruggertstraat de grens. Deze straat verwijst naar het wijkje "het Bruggert" dat aan de noordwestkant van het Stadsveld ligt. De oostelijke en westelijke grens wordt gevormd door meerdere straten.

## Straatnamen
Een groot deel van de straten in Stadsveld is vernoemd naar beroemde schilders. Onder andere Frans Hals, Gerard Dou en Johannes Vermeer zijn vernoemd met een straatnaam.